# Ciències del carst

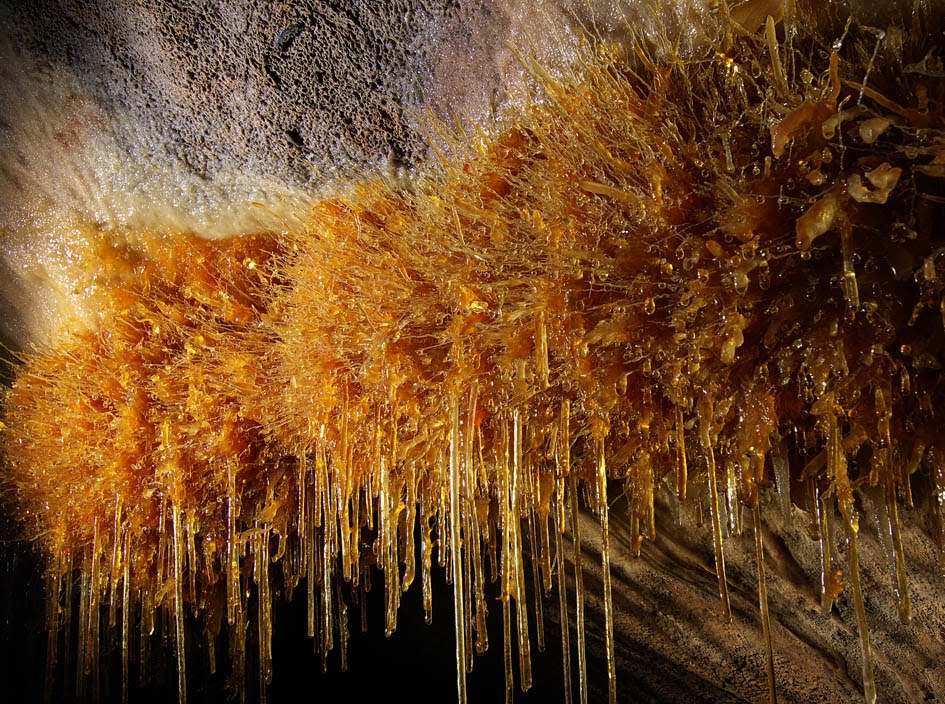
Geologia. Espeleotemes a la cova de Goikoetxe (Busturia, Biscaia)

S'anomenen ciències del carst el conjunt de disciplines que investiguen els sistemes càrstics.

## Disciplines

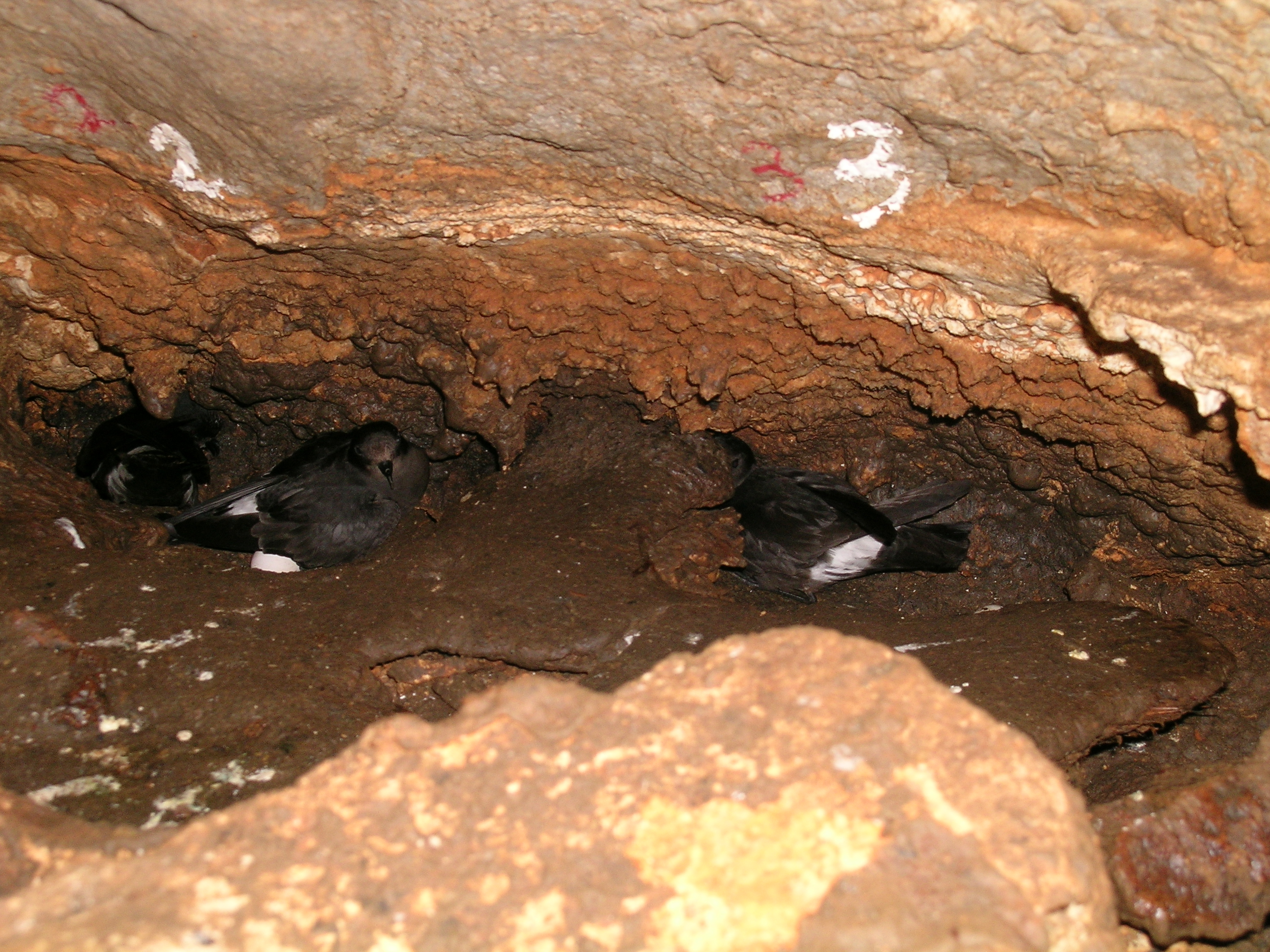
Biologia. Control de la població d'ocells de tempesta a Matxiplaken Koba (Ogoño, Biscaia)

Les especialitats que s'inclouen en les ciències del carst són molt diverses, i es divideixen en moltes subcategories, com ara:
- Antropologia (arqueologia, etnografia, història…).
- Bioespeleologia (antracologia, arqueozoologia, etologia, palinologia).
- Ciències ambientals (climatologia, hidrologia).
- Espeleologia (exploració de cavitats horitzontals, tècnica de progressió vertical, subaquàtica, rescat...).
- Geologia (datació radiomètrica, espeleogènesi, espeleocronologia, geologia estructural, geomorfologia, mineralogia, sedimentologia, petrologia…).
- Paleontologia (paleobiologia, tafonomia, biocronologia).
- Química i biogeoquímica.
- Altres: medicina (espeleoteràpia), topografia, fotogrametria…

## Caràcter heterodox

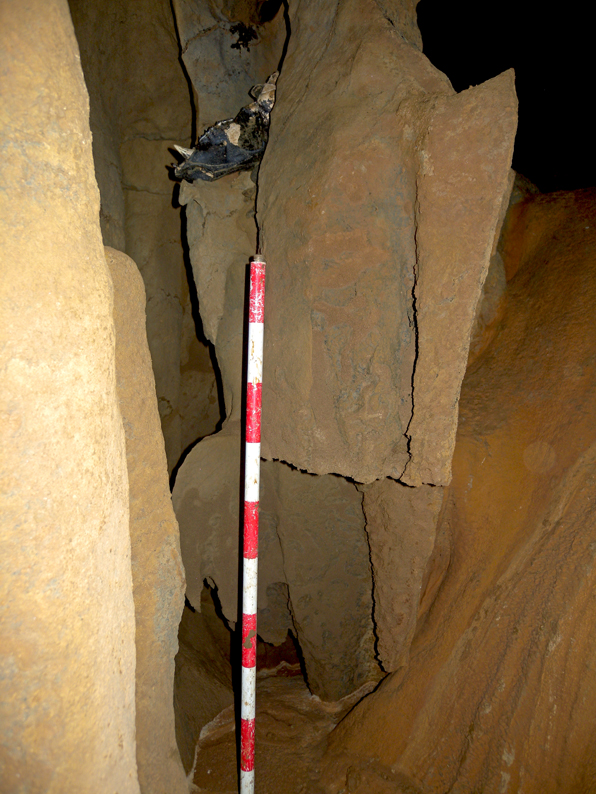
Paleontologia. Crani dUrsus deningeri a la cova de Goikoetxe (Busturia, Biscaia)

Com la majoria de les ciències naturals, les ciències del carst són de caràcter complex. La seua aplicació pràctica és particularment heterodoxa, perquè en l'àmbit acadèmic no s'adscriuen a una única disciplina; tampoc en l'àmbit laboral hi ha professionals de les ciències del carst en exclusiva; i en l'administració no existeix un òrgan que les abaste en conjunt. Pot donar-se el cas, per exemple, que en una mateixa zona l'arqueologia siga competència d'una Conselleria, la biologia del govern autonòmic, i la geologia del govern central, la qual cosa ocasiona problemes per a gestionar-les conjuntament.
Com que perquè les ciències del carst es puguen desenvolupar cal dominar la tècnica d'exploració subterrània, els espeleòlegs aficionats compleixen un important paper entre els equips de diferents disciplines. A més, hi ha especialistes qualificats acadèmicament en distintes disciplines (geologia, hidrologia, arqueologia, biologia...) i col·laboren amb diferents grups per assolir una perspectiva global del carst. Això minimitza els problemes que solen aparéixer quan la gestió n'és en mans d'especialistes no espeleòlegs.

## Procediment de recerca

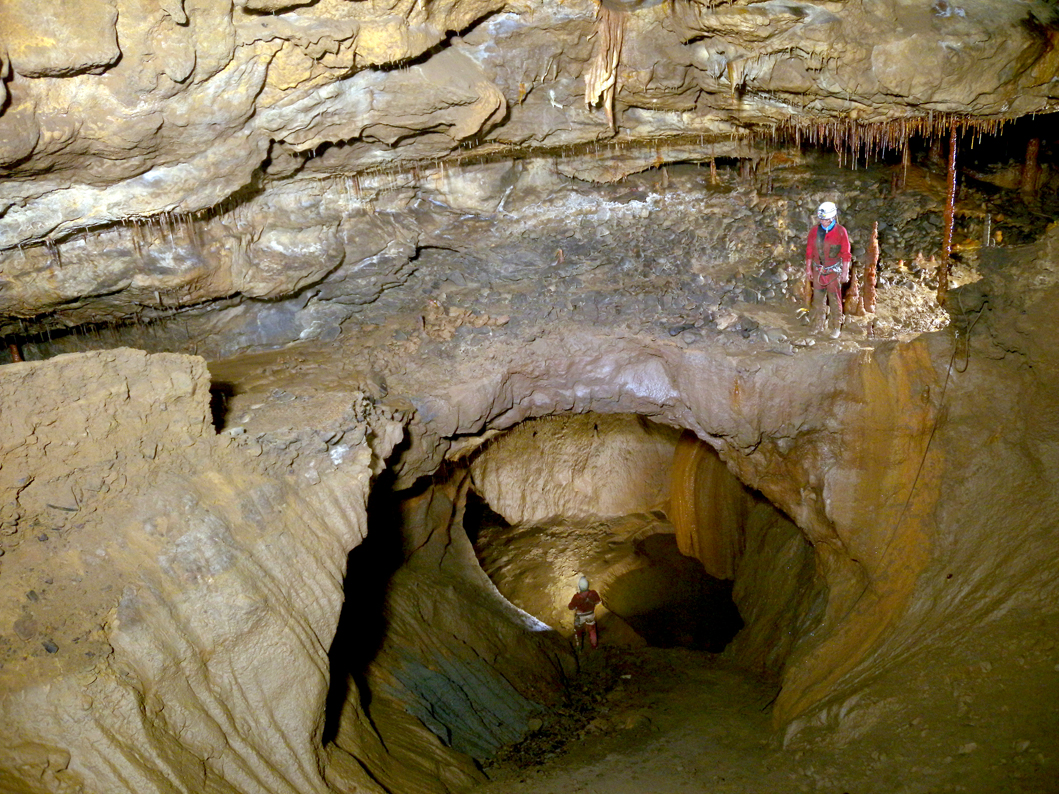
Geomorfologia. "El cràter" de la cova de Goikoetxe (Busturia, Biscaia)

Actualment, els projectes de recerca en coves solen desenvolupar línies de feina coordinades en totes les disciplines, amb presència d'espeleòlegs en els òrgans de gestió.